# Abbaye Tre Fontane
Pour les articles homonymes, voir Abbaye de Trois-Fontaines (homonymie).
L’abbaye Tre Fontane (en italien Abbazia delle Tre Fontane, abbaye des Trois Fontaines), située dans le sud de la ville de Rome (en bordure du quartier moderne de l'E.U.R.), remonte au VIIe siècle. De moines grecs, elle passa entre les mains des bénédictins clunisiens pour devenir cistercienne au XIIe siècle. Elle abrite encore une communauté de moines cisterciens-trappistes.

## Histoire
L’endroit était connu dès avant l’ère chrétienne pour ses Aquae salvae. Les Romains y venaient chercher des eaux curatives.

### Les Trois fontaines
D’après une tradition du Ve siècle, c’est  aux Aquae salviae, sur la via Laurentina, qu'a été décapité l’apôtre saint Paul. Selon la légende, la tête de saint Paul aurait rebondi trois fois sur le sol, et à chacun de ces trois emplacements une source aurait miraculeusement jailli : d’où le nom de « Trois-Fontaines ». On a trouvé trace d’un édifice sacré datant du Ve siècle et construit à la mémoire de Paul.
Une église est construite dans laquelle on peut voir ces trois sources aménagées. Dans une chapelle latérale, une grande peinture murale moderne raconte le prodige. Dans la crypte de l'église  se trouve un réduit où Paul aurait été emprisonné. Cette église ne fait pas partie du monastère cistercien.
Au même endroit, de nombreux soldats chrétiens, autour du tribun Zénon, subissent le martyre durant la persécution de Dioclétien vers 298.

### Monastère gréco-arménien
Durant la seconde moitié du VIe siècle, un monastère est construit par des moines grecs, ayant peut-être fui leur pays lors de l’invasion arabe de la Cilicie. Un empereur d’Orient leur confie les reliques de saint Anastase, moine perse mis à mort par Khosro II en 624. 
Au VIIe siècle, un monastère gréco-arménien est attesté car un ‘vénérable abbé Georges de Cilicie, du 'monastère près des Aquae salviae’ participe au synode de 649, convoqué par le pape Martin I. 
Un guide de pèlerinage datant de 650 indique l’itinéraire à suivre pour visiter le monastère Ad Aquae salviae où « se trouvent les reliques de saint Anastase et où fut décapité saint Paul ». On parle également de miracles. 
Monastère et église sont détruits par le feu à la fin du VIIIe siècle. Une notice biographique sur le pape Adrien Ier (772-795) mentionne en passant : « par l’incurie des moines et dans le silence de la nuit, le monastère du bienheureux martyr du Christ Anastase est détruit par le feu ». Reconstruction et restauration commencent aussitôt, par la faveur du même pape Adrien Ier. 
Au VIIIe siècle comme au IXe siècles, les papes seront généreux vis-à-vis du monastère de saint Anastase, ce qui démontre son prestige et sa popularité. 
En 805, après une victoire inespérée contre les Lombards, obtenue par l’intercession de saint Anastase, Charlemagne, allié du pape Léon III, fait don à l’abbaye de larges domaines situés dans la région d’Orbetello et Ansedonia (en Toscane).

### Monastère clunisien
Ces possessions n’empêchent pas un lent déclin du monastère. La situation de décadence et d’abandon est telle qu'en 1080, le pape Grégoire VII, grand réformateur, prend des mesures. Tout en confirmant les droits et possessions de l’abbaye, il entreprend sa restauration et fait venir des moines bénédictins de Cluny, alors à la pointe du renouveau monastique en Occident, pour y reprendre une vie monastique régulière.  
Après le grand schisme de 1054, la plupart des monastères grecs en Italie sont progressivement repris par des moines occidentaux, à l’exception du monastère de Grottaferrata qui, bien que grec et basilien, restera durant toute son histoire en communion avec le pape.

### Abbaye cistercienne

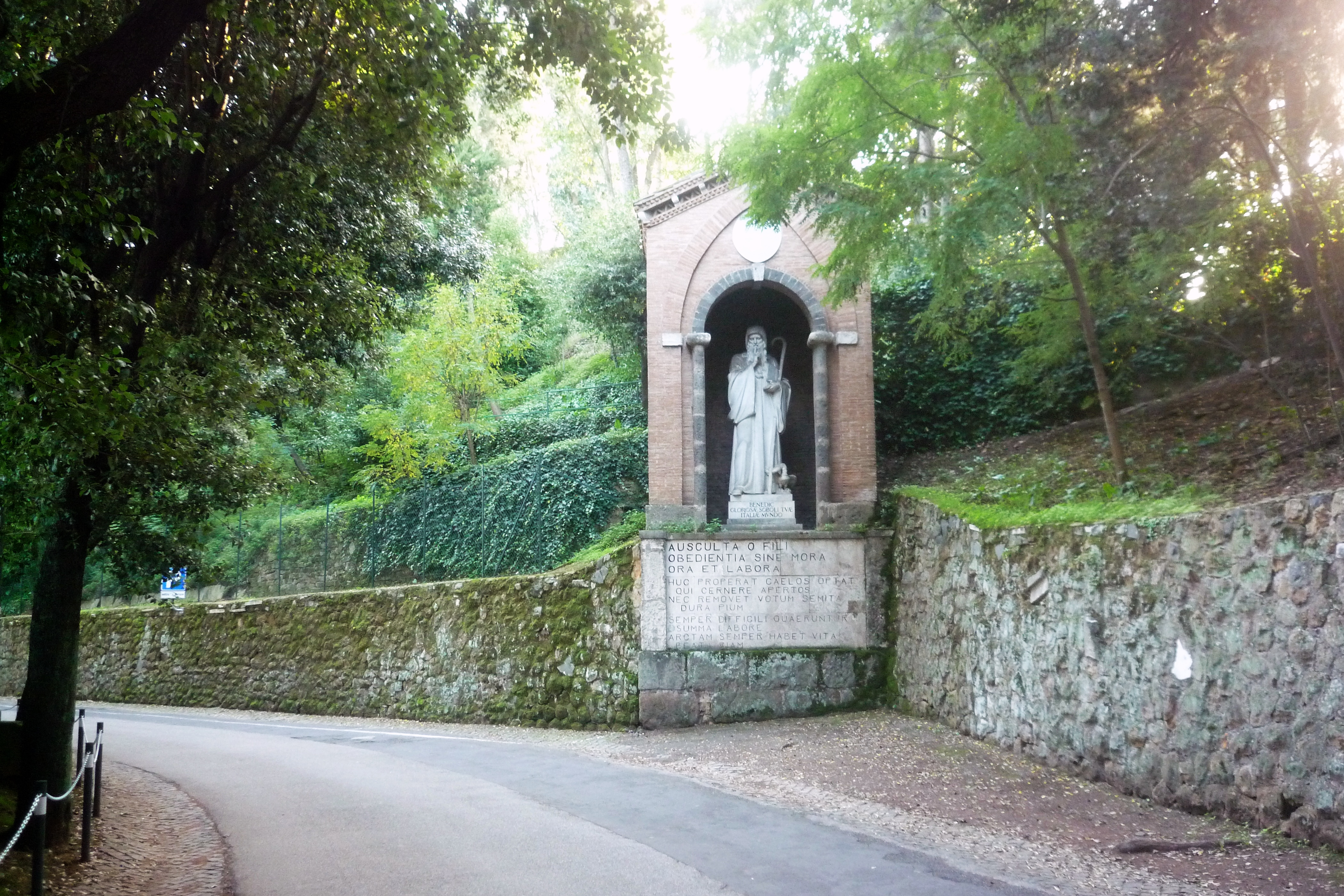
Boulevard des Acque Salvie (Eaux Sauges) vers l'abbaye de Tre Fontane

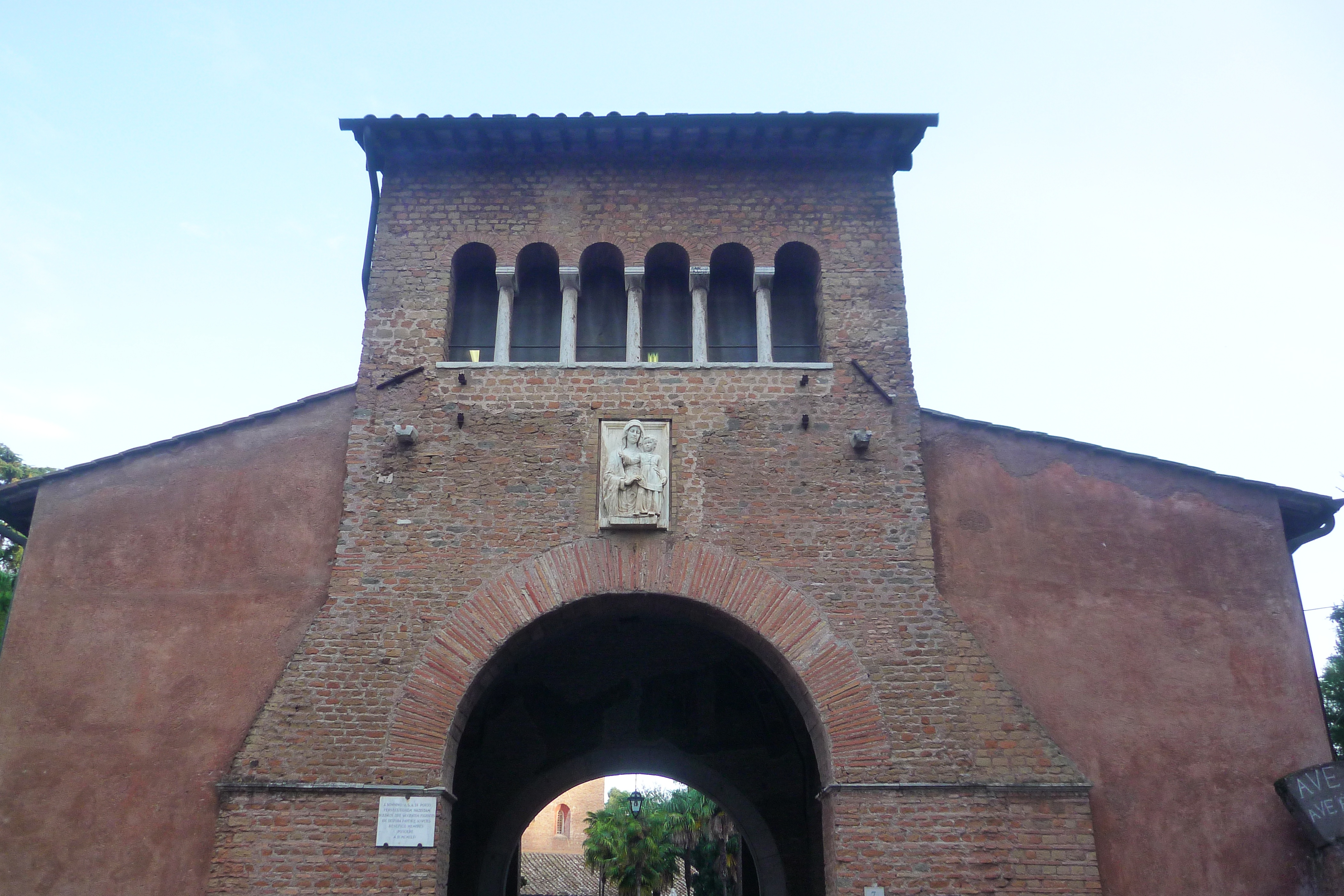
L'arc de Charlemagne à l'entrée de l'abbaye

Les annales parlent peu de la période clunisienne. Elle prend fin en 1140. Une nouvelle intervention papale d'Innocent II confie l’abbaye à Bernard de Clairvaux et aux moines cisterciens. L’ordre de Cîteaux est alors en pleine expansion. Bernard soutient vigoureusement les droits d’Innocent II contre les agissements de l’antipape Anaclet II, soutenu par les moines clunisiens.
C'est dans cette abbaye que Nicolas Maniacoria rejoignit l'ordre cistercien, et rédigea ses principaux travaux de critique textuelle.
Tre Fontane est fille de l'abbaye de Clairvaux et le premier abbé envoyé par Clairvaux est Pier Bernardo Paganelli (de Pise), disciple et ami de saint Bernard. En 1145, il devient pape sous le nom d'Eugène III. Connaissant bien l’insalubrité des lieux, Eugène III donne aux moines la permission exceptionnelle de passer les mois d’été au château de Nemi.
C’est de cette époque que date l’église abbatiale, l’église Saints-Vincent-et-Anastase, et la structure de l’abbaye telle qu'elle est visible aujourd’hui. Un document de 1161 mentionne pour la première fois les trois églises de Tre Fontane : l’église abbatiale, celle de la Décapitation-de-Saint-Paul (des trois fontaines), et l'église Santa Maria Scala Coeli (commémorant une vision de saint Bernard).
Le XIIe siècle et XIIIe siècles est une période de ferveur et d’expansion. Les nombreuses vocations et la prospérité permettent la fondation de cinq abbayes-filles, à Penne, Manopello, Montaldo di Castro Albano et Ponza. En 1306, l’abbaye est entièrement terminée avec la construction du cloître et de la salle capitulaire. 
En 1370 sont apportées du Portugal des reliques de saint Vincent de Saragosse. Dès lors, l’église abbatiale du monastère s'appelle Basilique des saints Anastase et Vincent.

### XVeauXVIIIesiècle
Une période de difficulté s’ouvre avec le XVe siècle. En 1408, par décision de Martin V, l’abbaye passe en régime de commende. Comme partout ailleurs, les abbés commendataires s’intéressent peu au bien spirituel des moines et à la discipline monastique. Hors du monastère cependant, l’église de la vision de saint Bernard (Maria Scala Coeli) est reconstruite de 1592 à 1594. Il en est de même pour l’église de la Décapitation-de-Saint-Paul qui est refaite (1599-1601).
Les moines cisterciens sont à Tre Fontane jusqu’en 1808. Sous l’occupation napoléonienne des États pontificaux, les institutions religieuses sont supprimées et les moines doivent abandonner leur abbaye pratiquement mise au pillage. Tout ce qui a de la valeur est volé et emporté. Bibliothèque et archives, dont de nombreux codex et incunables, sont transférées à la bibliothèque vaticane.

### Restauration
Après la restauration du pouvoir papal dans les États pontificaux, Léon XII fait une visite à Tre Fontane (1826) ; il est consterné à la vue de la désolation des lieux. Il s’empresse de demander aux cisterciens que l’abbaye soit confiée aux frères mineurs, pour qu’une communauté y reprenne vie et que culte et liturgie y soient rétablis. L’insalubrité des lieux ne permet qu’une réouverture partielle du complexe monastique. Les frères n’y viennent que durant la journée.
En 1855, Pie IX s’adresse au procureur général des trappistes, de passage à Rome, lui demandant que l’ordre prenne à cœur la renaissance de l’abbaye. Un projet est mis en route, mais son coût prohibitif en empêche la réalisation.
1867 est une année jubilaire : 1800e anniversaire du martyre des saints Pierre et Paul. Elle permet la reprise du projet grâce au généreux soutien d’un mécène français, le comte de Maumigny. Par la bulle du 21 avril 1868, Pie IX reconstitue la communauté monastique qui - la bulle le spécifie - sera constituée d’au moins quatorze religieux. L’abbaye passe aux cisterciens-trappistes. De la Grande Trappe des moines sont envoyés : c’est la renaissance de Tre Fontane.
Les trappistes sont fidèles à leur réputation : de grand travaux sont entrepris. Non seulement le rétablissement des bâtiments monastiques, mais également la construction d’un système de drainage des eaux stagnantes. La lutte contre le paludisme est menée avec la plantation d’eucalyptus et d’autres plantes choisies pour assainir l’air ambiant. 
En 1870, après la chute du pouvoir pontifical, les moines obtiennent par bail emphytéotique avec le nouvel État italien l’usufruit d’un domaine de 450 hectares, pourvu qu’ils y continuent les travaux d’assèchement des marais et qu'ils plantent des eucalyptus pour sa remise en état. Ce n’est que dans les premières années du XXe siècle que le paludisme est définitivement vaincu à Tre Fontane.
La remise en état a en fait été réalisée (par canalisation, plantation d'eucalyptus, mais surtout enfouissement d'un étang qui constituait le foyer de paludisme de la vallée), et le territoire de l'abbaye est désormais sûr, bien que de plus en plus assiégé par l'expansion urbaine dans les environs et les routes rapides et connectées.

### Aujourd’hui
La communauté trappiste de Tre Fontane est bien vivante même si les vocations se font rares. Les jeunes moines trappistes venus à Rome pour études y résident parfois. L’urbanisation grandissante de la zone environnante, avec l’attraction que constitue le nouveau quartier de E.U.R. très proche (construit à partir de 1935), pourrait menacer la paix des moines.
Une partie du parc, sous les eucalyptus, a été offert en 1956 aux Petites Sœurs de Jésus pour y installer leur maison généralice, composée de petites maisons préfabriquées de bois.
Depuis mai 2015  l'abbaye de Tre Fontane est l'une des 12 brasseries au monde qui produisent de la bière trappiste authentique (c'est-à-dire étiquetée avec le logo émis par l'association relative).

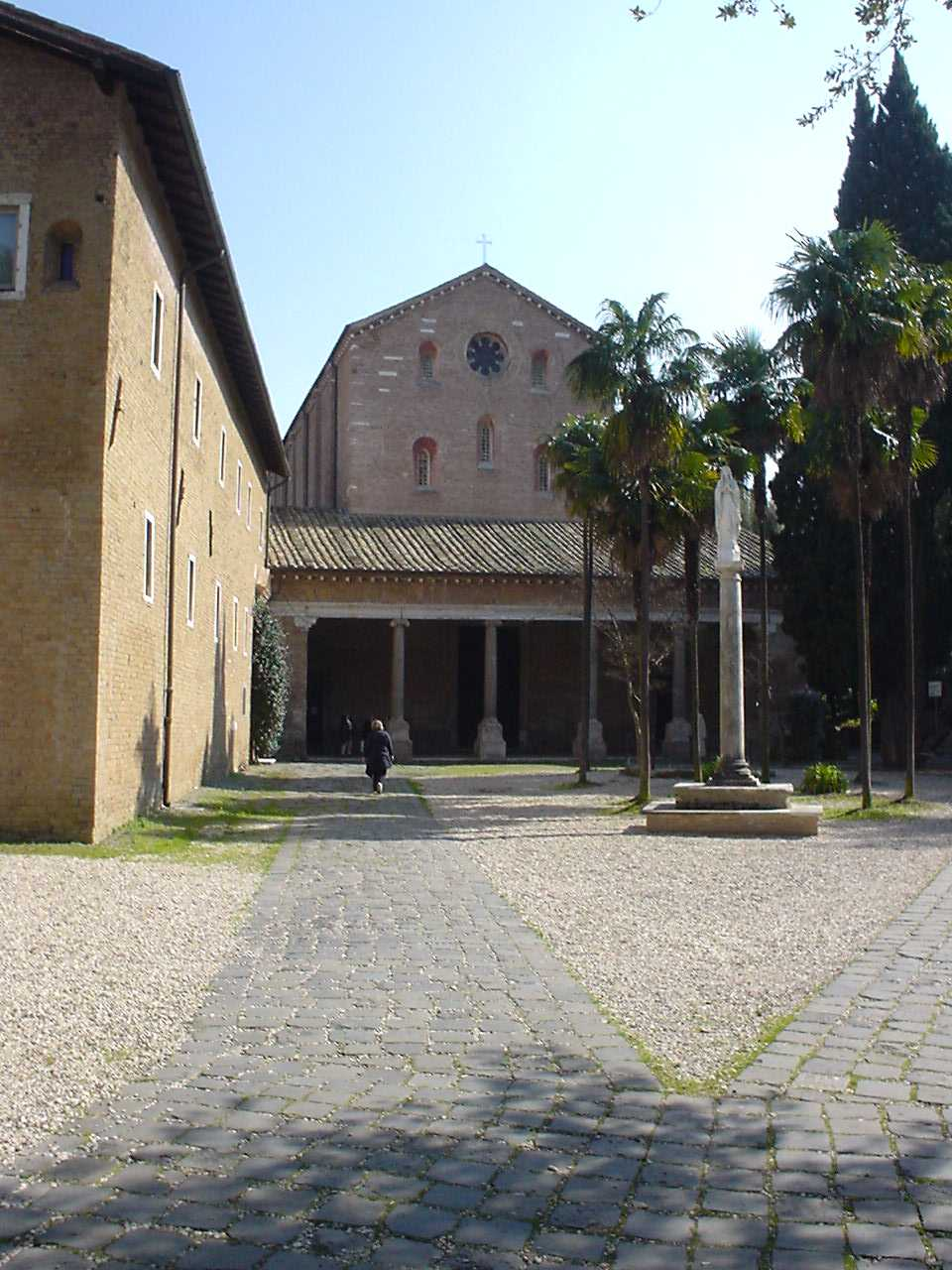
Piazzale centrale.
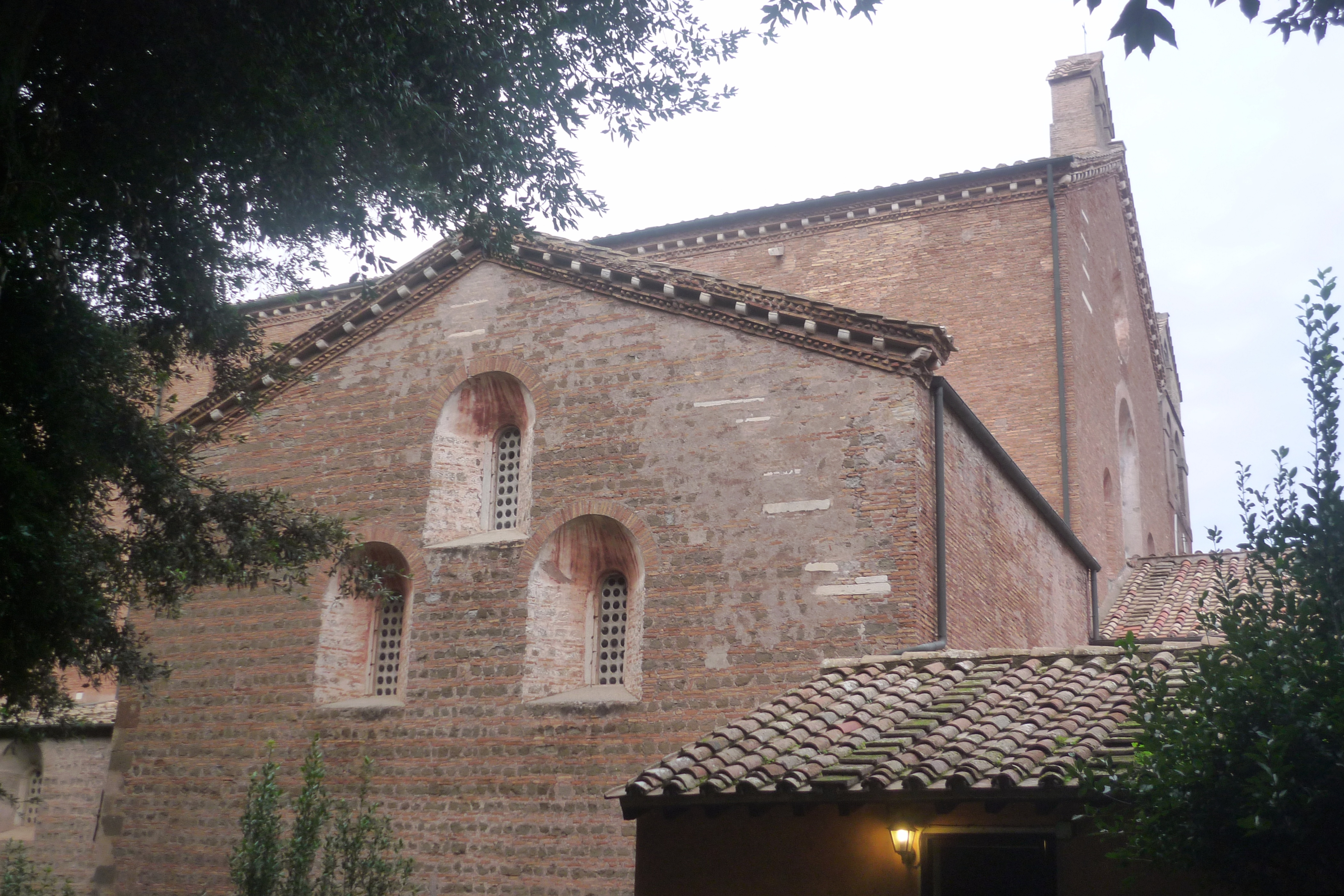
Abbaye.
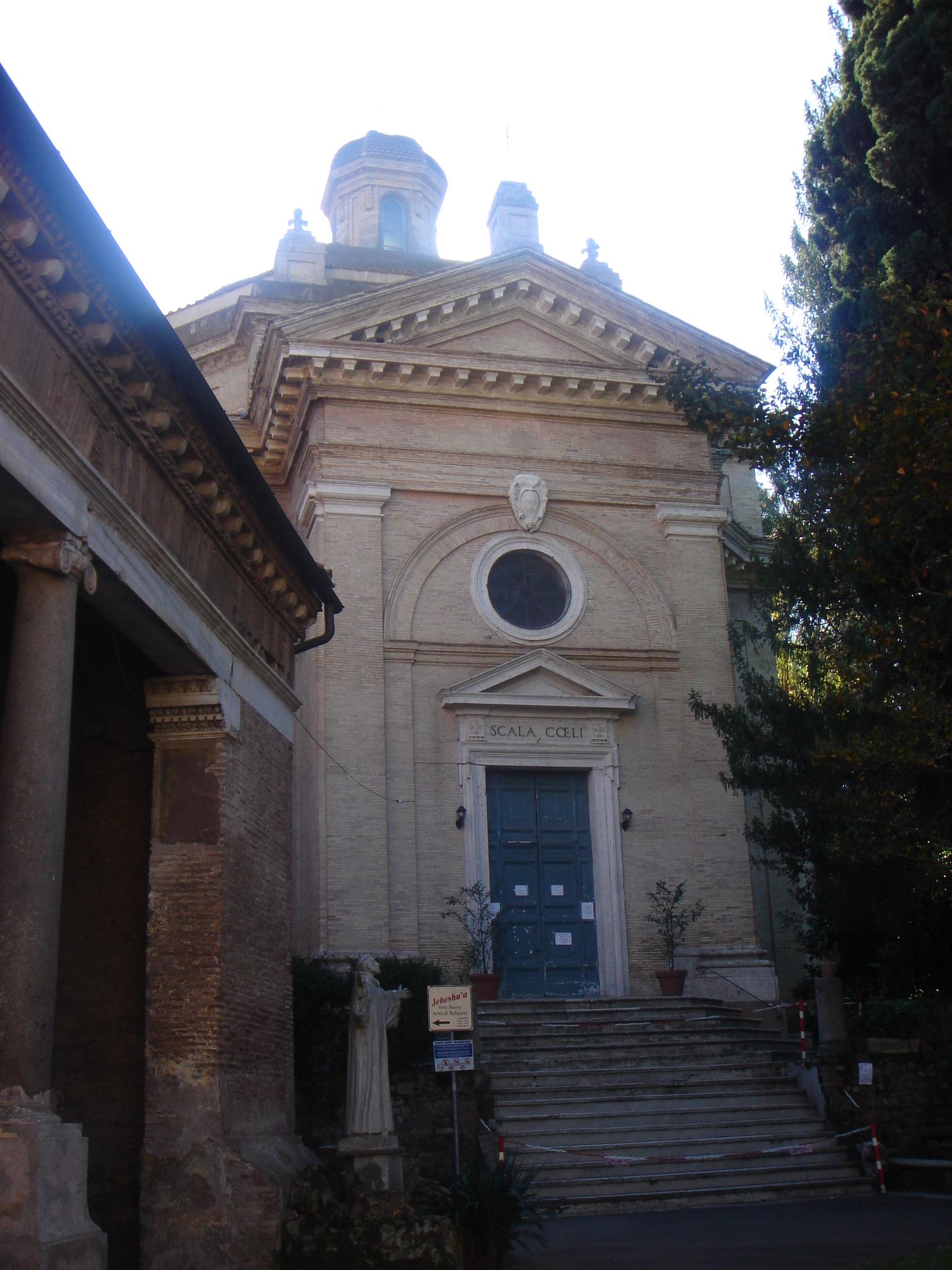
Santa Maria in Scala Coeli.
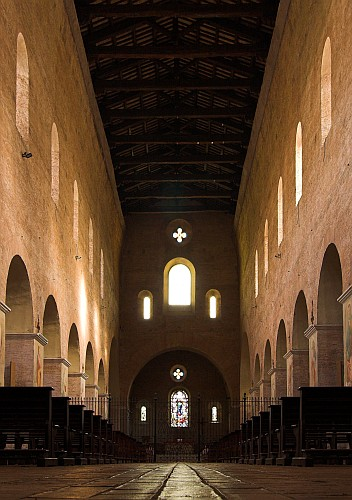
Intérieur de l'abbaye.
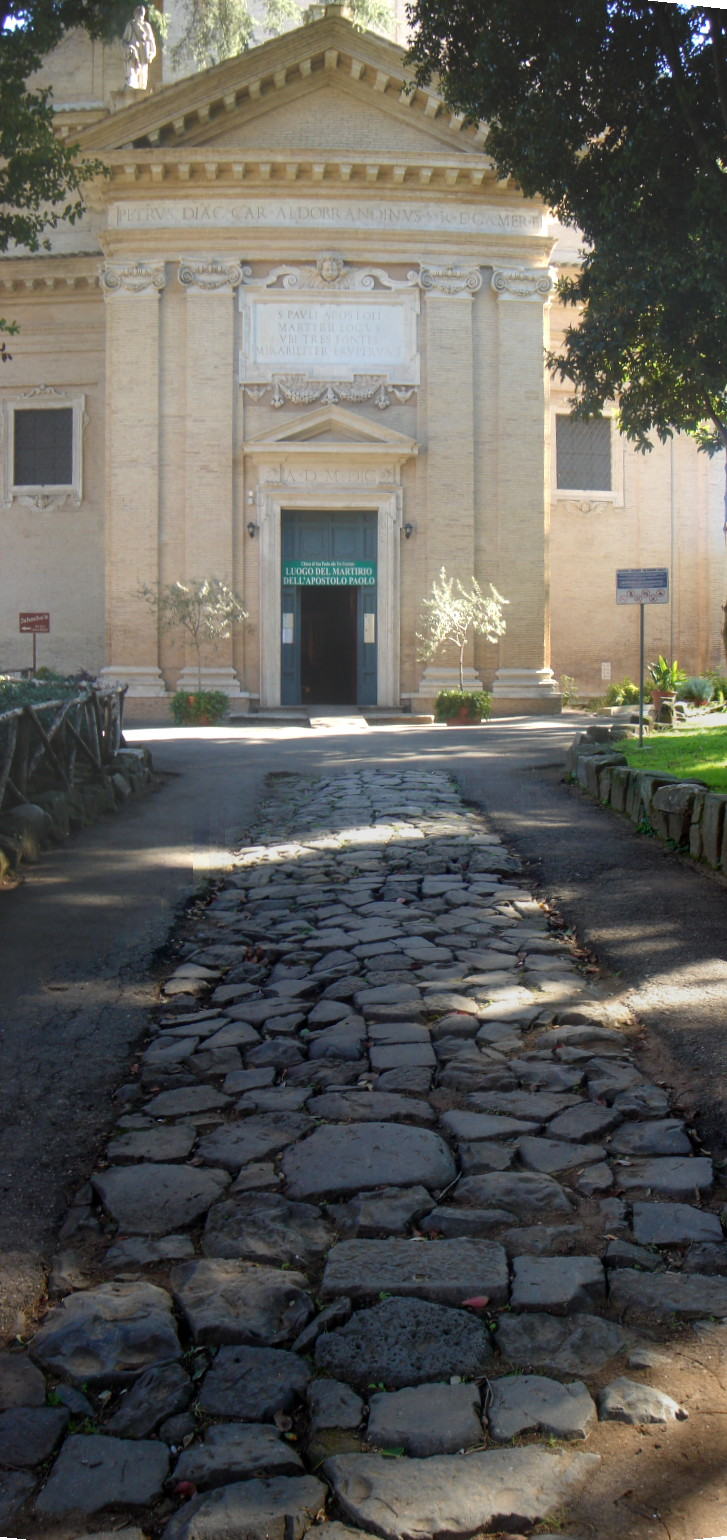
Église de la Décapitation de Saint Paul.
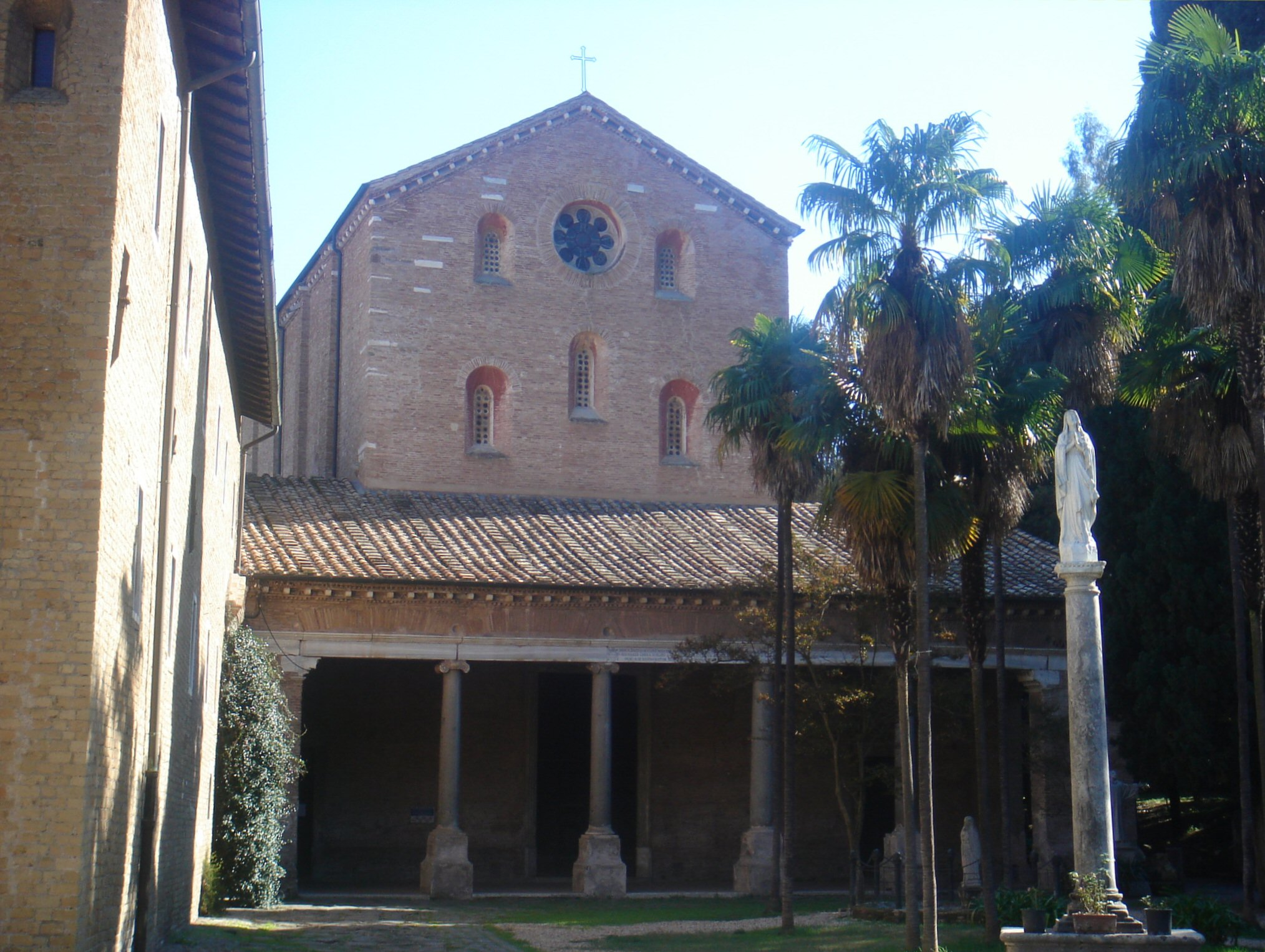
Église abbatiale.